# Babina okinavana
Babina okinavana är en groddjursart som först beskrevs av Oskar Boettger 1895.  Babina okinavana ingår i släktet Babina och familjen egentliga grodor. IUCN kategoriserar arten globalt som starkt hotad. Inga underarter finns listade.